# Raphaëlle Rousseau
Raphaëlle Rousseau est une comédienne française née le 24 mars 1992 à Montpellier.

## Biographie
Raphaëlle Rousseau débute le théâtre et la danse enfant, à 15 ans, elle présente des sketchs au "Tremplins du Rire" à Montpellier qu'elle remporte. Pendant trois ans, elle joue en première partie des nombreux humoristes pour les festivals de la région.
Après des études de communication médiatique au Celsa, Raphaëlle Rousseau se dirige vers le théâtre et suit une formation à la classe libre du Cours Florent puis à l'école du théâtre national de Bretagne, dont elle sort en 2021,.
Au théâtre, après et pendant sa formation, elle joue sous la direction de nombreux metteurs en scène parmi lesquels Mohamed El Khatib, Arthur Nauzyciel, Yves-Noël Genod ou Pascal Rambert ; mais aussi des chorégraphes comme Phia Ménard ou Boris Charmatz.
En 2021, elle à l'affiche de la série OCS Les Sentinelles de Jean-Philippe Amar.
Elle présente en 2022 Discussion avec DS, spectacle qu’elle a écrit, mis en scène et dans lequel elle joue, seule en scène dans un dialogue fantasmé avec la comédienne Delphine Seyrig. D'abord présentée au Théâtre de la Cité Internationale, la pièce est reprise à l'Athénée puis au Théâtre de la Bastille.
La même année, elle est sur scène dans Tenir debout, un autre succès théâtral, un duo burlesque autour de l’élection Miss Poitou-Charentes conçu par son ancienne camarade du Cours Florent, Suzanne de Baecque,.
Elle fait ses débuts à la télévision dans le téléfilm Les oubliés du Delta avec Isabelle Gélinas et Anne Alvaro.

## Spectacles
- 2017 : L'Opéra de quat'sous de Bertolt Brecht, mise en scène Philippe Calvario, Cours Florent[16]
- 2018 : Vous prenez mon pouls je ne suis pas malade, conception Sébastien Pouderoux, Cours Florent
- 2020 : J'ai menti, conception Yves-Noël Genod, Théâtre National de Bretagne[17]
- 2020 : Opérette de Witold Gombrowicz, mise en scène Madeleine Louarn et Jean-François Auguste, Comédie de Caen[18]
- 2020 : La Ruée, chorégraphie Boris Charmatz, MC93 et Théâtre National de Bretagne[19]
- 2021 : Ainsi parlait Kâmasûtra, conception Yves-Noël Genod, avec Zakary Bairi, Mains d'Oeuvres[20]
- 2021 : Mes parents, texte et mise en scène Mohamed El Khatib, Festival d'Automne et tournée[21]
- 2021 : Dreamers, texte et mise en scène de Pascal Rambert, Théâtre National de Bretagne et tournée[22]
- 2022 : Fiction friction, conception Phia Ménard, Théâtre National de Bretagne[23]
- 2022 : Discussion avec DS, Je ne suis pas une apparition, conception Raphaëlle Rousseau, Théâtre de l'Athénée et tournée[24]
- 2022 : Le Malade imaginaire ou le Silence de Molière d'après Molière, mise en scène Arthur Nauzyciel, Théâtre National de Bretagne et tournée[25]
- 2022 : Tenir debout, conception Suzanne de Baecque, CDN Orléans, Théâtre du Nord et tournée

## Filmographie

### Cinéma
- 2023 : L'Établi de Mathias Gokalp : Sacha
- 2024 : Rapaces de Peter Dourountzis

### Télévision
- 2021 : Gone for Good (série) de Juan Carlos Medina[26] - Netflix
- 2021 : Les Sentinelles (série) de Jean-Philippe Amar - OCS
- 2023 : 66-5 (série) de Keren Ben Rafael : Jessica
- 2023 : Tu ne tueras point de Leslie Gwinner : l'avocate générale
- 2024 : Les Oubliés du Delta de Leslie Gwinner : Lola Hardon